# Begonia strigosa
Begonia strigosa là một loài thực vật có hoa trong họ Thu hải đường. Loài này được (Warb.) L.L.Forrest & Hollingsw. mô tả khoa học đầu tiên năm 2003.